# Melchizédec (bouteille)
 (juillet 2010).
Pour les articles homonymes, voir Melchisédech (homonymie).
Un melchizédec, aussi appelé Midas, est une bouteille en verre conçue pour contenir l'équivalent de quarante bouteilles de 75 cl, soit trente litres.
Ce flacon de 52 à 54 kg (plein) doit son nom à Melchisédech (aussi orthographié Melchizédek), un personnage biblique, roi de Salem.

## En chiffres
La bouteille fait un mètre dix de hauteur.
La majorité des contenants en verre destinés au vin sont des multiples ou des divisions de volumes de 75 cl. Le Melchizédec, avec ses 30 litres, est l'équivalent de 40 de ces bouteilles.
Avec une seule bouteille melchizédec de champagne, on peut servir près de 300 flûtes.

## Les différentes utilisations
On la retrouve aussi bien pour les bourgognes et les bordeaux que pour le champagne.